# Edith Gufler
Edith Gufler (* 6. August 1962 in Meran) ist eine ehemalige italienische Sportschützin aus Südtirol.

## Erfolge
Im Schießen mit dem Luftgewehr über 10 Meter, gewann Edith Gufler bei den Olympischen Spielen 1984 in Los Angeles die Silbermedaille hinter der Siegerin Pat Spurgin aus den USA; Dritte wurde die Chinesin Wu Xiaoxuan.
Diese Silbermedaille bei Olympia blieb Edith Guflers einzige herausragende Platzierung bei internationalen Wettkämpfen. In Italien war Gufler nach Olympia die Nummer eins; sie war Italienmeisterin und zweimalige Inhaberin des Italienrekords.
Heute lebt Edith Gufler mit der Familie in Meran.